# 朝鲜史学
朝鲜史学是指编撰朝鲜半岛历史的研究和方法。该领域随着时间的推移而发展，反映了不同的时期和文化背景。在朝鲜王朝时期，历史叙述受到王室的影响，强调以国家为中心的观点。然而，在朝鮮日治時期和韩国独立运动期間，朝鲜史学转向更现实的分析和批判性思维。现代朝鲜史学力求通过独立的视角、不同的理论和方法提供多维度的理解，突出朝鲜历史的独特特征和意义。

## 高丽王朝
高丽王朝的历史和文学活动丰富多彩，主要以汉字的使用为主。这些活动逐渐从以中国为中心的视角转向以朝鲜为中心的视角，意识到国家的独立性。历史上，金富轼的《三国史记》和一然的《三國遺事》是反映时代变迁和民族意识增强的代表作品。在此期间，大多数活动仍然以汉字为主。

### 历史展望
首先，值得一提的是，这一时期的历史和文学活动比前一时期更加丰富多彩和活跃。这些活动之所以能够进行，是因为人们对汉字的理解更加深刻。这一时期，新罗鄉歌文学中的吏讀和朝鲜王朝时代以后传入的韩文都没有被广泛用作表达手段。几乎所有活动都以汉字为主导，汉字是这一时期的主要媒介。这一时期历史和文学思想的总体特征是，随着人们民族独立意识的增强，逐渐从以中国为中心的视角转向以朝鲜为中心的视角。这一变化是朝鲜社会发展和国内形势变化的必然结果。
在历史著作方面，高丽从建国初期就开始编撰实录。除此以外，其他史书也频繁编撰出版。其中，金富轼编撰的《三国史记》（共50卷）是现存朝鲜史书中最长的一部，编撰于高麗仁宗二十三年（1145年）。然而，《三国史记》被批评为在很大程度上反映了金富轼的亲中主义“事大主义”。《三国史记》中有许多段落，朝鲜的历史叙述仍然以中国为中心，因此有人批评其缺乏足够的国家独立性。然而，与其把责任全部归咎于金富轼，不如了解时代的精神。从意识形态上讲，迄今为止，整个朝鲜社会都深受中国文化及其思维方式的影响。《三国史记》中的史学思想就是这种情况的产物。
随着时代的变化，历史思想也在发生变化。一个典型的例子是一然在高麗忠烈王（1274-1308）统治期间编撰的《三国遗事》。此时，情况发生了巨大变化。由汉族人建立的宋朝灭亡，北方民族蒙古人成为主导力量，对高丽王朝的政治和意识形态产生了相当大的影响。此时，以朝鲜为中心的历史叙事开始出现。在蒙古军事和政治压迫下保护朝鲜人民的民族意识反映在历史描述中。例如，出现在《三国遗事》开头的檀君神话代表了恢复国家独立的努力。
这种思潮在高丽后期的历史和文学中普遍可见。例如，李承休的《帝王韵记》和李奎報的《东明王篇》就反映了时代精神的变化。在此期间还出版了许多其他历史书籍，例如《编年通录》、《古今录》和《本朝编年纲目》。但遗憾的是，这些著作已不复存在，难以考察其具体的历史思想。

## 朝鲜王朝
朝鲜前期的历史思想在史学编撰方面尤为明显。当时的国家史书以高丽王朝传承下来的中国中心思想为主。但随着“朝鲜人精通中国史，不了解朝鲜史”的认识逐渐提高，国家史学开始受到重视。这导致当时国家史书的编撰数量众多，历史教育也逐渐兴起。
反观朝鲜王朝后期，朝鲜人对历史意识的重视程度明显提升，但这种意识仍然深受儒家思想的影响。脱离儒家思想的愿望促使人们编纂了大量旨在代表朝鲜独立自主历史身份的历史著作。这一过程使人们对朝鲜历史有了更系统的认识，朝鲜王朝后期的历史思想在塑造朝鲜历史思想方面发挥了重要作用。

### 早期历史观
朝鲜前期的历史观念在史书编撰上体现得淋漓尽致。这一时期，国史书的编撰重心仍以汉文为主，延续了高丽王朝的先例。但随着“朝鲜人精通中国史，不了解朝鲜史”的意识逐渐增强，国史重心逐渐增强。编撰了大量国史文献，历史教育也逐渐受到重视。
而到了朝鲜王朝后期，朝鲜的历史意识却更加强烈，但大部分历史意识仍然根植于儒家思想。人们努力摆脱儒家理想主义，编撰了大量旨在体现朝鲜独立历史身份的历史著作。这一时期，朝鲜历史和历史体系得到重新整理，历史思想得到了重大发展。
中国史书对朝鲜国史编纂的影响巨大。从《東國通鑑》的序言中可以看出，朝鲜王朝对中国史学有着浓厚的兴趣。朝鲜王朝建立后，编纂《朝鮮王朝實錄》等史籍以及《高麗史》和《高麗史節要》等官传和史传等各种史书的活动日益盛行。世祖为弘扬朝鲜历史、修正历史叙述所做的努力是有据可查的，徐居正就曾引用朱熹的《資治通鑑》和《通鑑綱目》等中国文献。徐居正的批评强调，尽管朝鲜历史悠久，但缺乏一部全面的史书，这促使他创作了《东国通鉴》等著作，以启发人们了解朝鲜历史。
朝鲜王朝初期，史料编纂意识强烈，注重道德教育和弘扬民族精神。这反映在编纂各种历史文献和加强历史教育的努力中。例如，梁誠之选编了世祖统治时期的重要历史文献，强调了对朝鲜和中国历史的重视。在壬辰卫国战争和丙子胡亂等事件之后，出于在外部压力下维护朝鲜身份的需要，对朝鲜历史的关注变得更加明显。

### 晚期历史观
朝鲜王朝末期涌现出一批先进学者，他们致力于解决政治和社会制度中的各种矛盾。虽然早期也有著名的思想家，但他们的动机并不像朝鲜王朝末期那样明显。其中一些学者在政府任职期间寻求解决方案，而另一些人则在农村环境中追求自己的想法。尽管如此，任何提出的想法都受到儒敎理念的制约，儒家意识形态仍然是解决矛盾的标准。从18世纪开始，随着西方研究和对清朝文化的新认识的出现，思想开始偏离儒家思想。然而，大多数人仍然受到儒家思想的影响。因此，对新的理想国家和社会的追求往往始于基于儒家理想的现实批判。这种批判经常从历史的角度寻求理性。
前现代史是独立的，其重要性显而易见。这种独立性也是朝鲜王朝后期历史意识的特征。现实往往不尽如人意，特别是对于那些希望通过面对矛盾来实现匡正的人来说。历史研究总是批判当代科学方法论，它始于对固有事实的批判。这种批判性方法在朝鲜王朝后期也很明显。这一时期的学者是独立的思想家，他们试图从独立的视角解决问题，与传统态度不同。这种方法导致了对朝鲜历史和地理的重新认识。
在朝鲜，历史意识在民族觉醒时期尤为突出。无论国家概念是否确立，它都是在自我认知强烈时期产生的。这一现象在各个历史时期都可以看到，例如北侵时期的高丽中期、新制度确立时期的朝鲜前期、南北侵袭时期的朝鲜中期等。启蒙运动前后与现实矛盾作斗争的18世纪前后的知识分子也表现出了这种意识。历史意识因此成为时代的特征，朝鲜后期出现了反映这种意识的历史书籍。
编撰重要历史著作的著名历史学家包括《東史綱目》的作者安鼎福；《燃藜室記述》的作者李肯翊；以及《海東繹史》的作者韩致奫。影响他们工作的实权学者有李瀷、林象德、尹衡聖、李德懋、趙慶男、柳得恭、洪良浩、洪奭周、丁若鏞等。朝鲜后期所谓的积极学派（實學派）大部分是历史思想家。他们不仅从自主的角度研究历史，而且积极地参与并批评现实。这种积极的历史主义旨在客观地审视历史。例如，韩致奫的《海東繹史》以利用中国或日本的资料来展示朝鲜历史为宗旨，与安鼎福的《東史綱目》和李肯翊《燃藜室記述》相提并论。历史作为一门科学的价值是一个共同的目标。
历史不仅仅是对事实的描述。朝鲜末期的每一部历史著作都有其独特的特点。例如，《東史綱目》就是关于纲目的歷史，《燃藜室記述》是一部简明的纪年史，《海东驿史》是一部完整的纪传。此外，林象德的东史会纲和尹衡聖的朝野佥载也被视为野史，而柳得恭则对由高句丽移民创立的渤海国史有着自己的看法。他们研究和编纂历史的方法是寻求揭示真实的历史事实，而不仅仅是现存的事实。这种对求眞或求己的追求在東史綱目的《考異篇》和《海東驛史》以及柳得恭在《渤海考》中的地理证据中都有所体现。他们的精神旨在系统地认识和妥善整理朝鲜历史，为纵向研究历史、分析史实奠定基础。
这些学者开创的朝鲜史观至今仍具有现实意义。他们以科学、客观的态度进行历史研究。他们的方法和态度被李建昌、朴殷植、申采浩、张志渊等学者进一步发展。此外，崔南善、李能和、郑寅普等学者也属于这一群体。因此，朝鲜末期的史学思想不仅在当时具有重要意义，而且是朝鲜史学的重要组成部分。

## 现代
1890年至1920年间，朝鲜社会需要以废除封建社会制度、实现民族独立为中心，树立历史意识。为此，许多朝鲜人为摆脱传统史观做出了巨大努力。例如，金泽荣、玄采、张志渊等人试图通过实学改革历史思想。朴殷植和申采浩等人则解决了实学未能解决的问题，完成了朝鲜近代史。这一过程确立了以民族原则为基础的朝鲜近代史。此外，1930年至1940年间，鄭寅普、崔南善、白南雲等人试图通过撰写以社会经济史为基础的各种历史著作，系统化朝鲜历史。

### 早期历史观
19世纪朝鲜的历史有两个基本特点，一是朝鲜历史在内部发展过程中，打破已经被瓦解的封建社会制度，形成新的现代社会；二是面对西方资本主义列强的帝国主义殖民扩张或日本殖民时代，如何维护民族的独立性的问题。
因此，这一时期的历史研究需要一种历史意识，以洞察这样的历史现实并应对它。而且，在19世纪90年代至1910年代期间，日本学者研究朝鲜历史并将其描述为现代史，因为它是由日本入侵大陆而进行的。在日本以如此激进的方式进行朝鲜历史研究时，朝鲜历史必须在历史意识和历史研究方法方面寻求新的维度。换句话说，现代朝鲜历史也需要摆脱传统的历史观，客观地把握历史的发展。
这一要求体现出光武改革改革时期才开始考虑新方法论的倾向，而这一时期的历史以實學为基础，强调应继承和发展实学的传统思想和文化。因此，光武五年（1901年），金泽荣、玄采、张志渊等出版或扩充了实用书籍。1905年，金泽荣编纂了《歷史輯略》，张志渊也编撰了朝鲜风俗史。
因此，维新时期史学家们以实践为基础进行研究，其成果呈现出通史与专史两种趋势。通史的代表有黃玹的《梅泉野錄》、鄭喬的《大韩季年史》、金澤榮的传记《歷史輯略》。这些作者的历史意识强烈，赞同维新时期的维新事业，表现出强烈反抗帝国主义侵略的民族意识。但是，他们的历史叙述仍然沿袭传统，历史意识尚未达到现代性。这一点是维新时期史学的局限和需要克服的任务。
这些任务通过历史翻译研究逐渐找到了解决的线索。从历史史学的角度来看，翻译可以归结为一系列的翻译活动。他编撰了《万国史记》，出版了《东国史略》。这些翻译活动基于当时文人阶层的共同观点，即他们应该懂得反抗帝国主义，对历史描述方法论的兴趣也随之产生。
接替维新时期历史，解决当时无法解决的问题的，是被称为民族史家的一批学者。民族史由朴殷植和申采浩等人发展起来。朴殷植继承光武维新时期的历史，引进1910年代的近代史方法论，将韩国史发展为近代史，《韩国痛史》和《韩国独立运动之血史》是其代表作。在这些书中，他以因果关系来分析、批判、综合历史事实的发展过程，通过近代史方法论详细揭示了日本侵略的过程。他认为灵魂或精神是维持国家的关键，称之为蕴含民族或国家灵魂的国家史。他还说，一个拥有强大灵魂的国家，即使暂时被并入列强，最终也能独立。他相信韩国人民意志坚强，并坚信韩国将来也一定会获得解放。不可忽视的是，朴殷植的史学思想和历史与民族意识和民族精神相一致，也融入了以独立立场开放和消费世界文化的进取改革思想。同时，他的史学思想深深地浸润着儒家价值观。因此，他的改革思想包含着局限性，在朝鲜现代史的历史意识中，必然会受到批判。

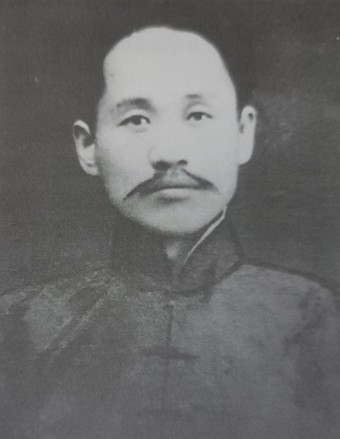
申采浩，从理论上完成了朝鲜现代史。并开创了朝鲜史学民族主义

继承朴殷植历史，克服历史意识的局限性，在理论上完成朝鲜近代史的正是申采浩。他在反帝国主义斗争中的历史意识十分深刻，民族意识很强。他的历史研究本身就是一场争取自主性的斗争。申采浩在20世纪20年代关注历史，完成朝鲜近代史，这一点在《朝鲜上古史》等零散的研究活动中得到了充分体现。他认识到历史的本质是“我与非我之间的斗争”。在这里，我或非我应具有时间上的连续性，其影响应在社会上广泛传播。此外，如果“我”的精神主体意识没有建立，或者“非我”的环境没有适应，那么斗争就会以失败告终。尤其是把社会内部的“我”与“非我”之间的矛盾看作社会发展的契机。他对历史的本质理解是，通过把握社会现象中历史事实的因果关系来发展历史，并理解这种斗争和新文化是通过识别各种主观自我，通过相互矛盾来内化各个时代各种历史现实而产生的。申采浩对历史的认识态度与欧洲近代历史思想是一致的。
因此，申采浩从这种历史意识的立场出发，试图重新整理朝鲜历史。作为这一努力的一部分，他批判了传统的史书，强调了历史构成三大要素——时、地、人的重要性，而这些要素在传统史书中往往是缺失的。他还批判了这些史书，认为它们忽视了对史料的彻底审查，没有对史实进行正确的评价，因为它们是基于孔子的《春秋》或朱子的《纲目》的历史描述方法。由于当时朝鲜历史的成就处于这样的状态，他主张，应该通过批判性地评价史料，改进历史研究和叙述的方法和视角，重新整理朝鲜历史。
申采浩的历史意识中，特别重要的一点，是对朝鲜民族的历史传统有着强烈的自豪感，同时又具有相信并追求人类自由和社会进步的市民现代意识。他还强调民族是历史的主体，把人民置于历史事件的首位，体现了鲜明的现代意识。他对日本的看法，集中于以武力推翻侵略者，实现人民的独立，将其描述为暴力革命。他还严厉批判了迄今为止日本帝国建立的两种方式：外交战略的独立运动和准备论。但对他来说，独立并不单单意味着日本帝国的建立。他的独立概念还包括改革朝鲜社会迄今为止存在的阶级矛盾和过时的社会制度的社会目标。朝鲜的现代史是在内部社会矛盾和抗日斗争的矛盾关系中产生的，并由此形成了市民意识和坚定的民族主义理想。

### 后期历史展望
朝鲜史通过朴殷植、申采浩等人的作品，逐渐走向近代史。他们这一时期的历史叙述和历史意识，是朝鲜史学的重大成就，为朝鲜近代史的确立奠定了精神基础。然而，进入20世纪30~40年代，朝鲜近代史开始呈现多元化。这时，专业史学家纷纷涌现，他们针对社会意识形态的急剧变化，展现出独特的历史视角。民族史已经成为一种新的、根植于正统传统的史学形式，与之相伴的是社会经济史，他们试图通过特定的史学视角来系统化整个历史。
在民族史领域，与申采浩立场不同的崔南善失去了一贯的史学精神，回归了实学时代的百科全书式知识。崔南善对朝鲜文学史的贡献，以《不咸文化论》最为突出。民族史研究领域贡献卓著的史学家很多，但郑寅普是其中的核心人物，他从20世纪30年代开始认真从事史学研究。与郑寅普同时期出现的还有《朝鲜上古史鉴》的作者安在鸿，和文一平。文一平的《湖岩全集》是注重普及历史、启迪民众的新型史学著述。
孙晋泰、李仁荣活跃于1940年代，他们继承了这一学术传统，并试图挑战日本殖民史学。尽管他们学术成就斐然，但归属于国族史学派的学者并不多，但他们在短时期内的贡献却非同小可。他们在保卫国家、弘扬民族精神方面取得了重大进展，建立了与日本殖民史相对抗的史学框架，为朝鲜史学奠定了坚实的基础。而且，他们的历史意识代表了日治时期的最高水平，他们的历史叙述也展现了现代史学的科学严谨性。这些民族史学家在1940年代所达到的历史叙述和历史意识水平是深刻的，他们的历史研究方法至今仍是标杆。他们将朝鲜史与世界史联系起来，努力研究世界历史发展的各个阶段，并将这些研究成果应用于朝鲜史。
他们的成就之一是将社会发展理论应用于朝鲜历史的系统化。本质上，他们试图确立朝鲜历史的主体性，意识到与世界历史相关的普遍性和个性之间的平衡。民族史有时被批评为不科学或过于简单，但这种评价忽视了其核心贡献，而是关注某些局限性。日本殖民史学确实未能科学地克服用来为殖民政策辩护的政治理论，以及围绕朝鲜战争和殖民史的实证主义历史证据。
讨论日治时期的实证主义时，人们常常会想到震檀学会，这是有原因的。震檀学会成立于1934年，代表了实证主义与社会经济史和国史的关系。社会经济史学家将震檀学会视为以纯历史方式开展学术活动的组织。他们批评实证主义是一个没有历史视角的研究团体。尽管震檀学会没有积极与社会经济史学家接触，但它容忍这种批评。尽管如此，这两个群体之间的关系仍然很紧张。
其次是与民族史的关系。鄭寅普对日本学者感到不满，因为他试图发掘现有文献遗漏的国家历史真相。但实证主义史学家对国家史学家同样不满意，不重视他们的学术贡献。从实证主义与国家史或社会经济史的关系可以看出，实证主义并没有在上一代人中扎根，而是刻意保持距离。实证主义者试图通过具体的研究来了解总体历史趋势，但他们被批评缺乏连贯的历史观。他们的工作停留在记录个别事实的水平，没有发展出对朝鲜或世界历史的全面理解。
实证主义反对将预先确定的公式或规律应用于历史研究，认为历史的普遍规律不能仅通过研究全球所有民族的历史来推导出来，而是可以从个体或民族的历史中提炼出普遍原则。但是，认为实证研究是实证主义所独有的，或认为实证研究是历史概括的基础，这是错误的。实证主义本身不是历史，但实证历史学家很少倾向于反思个别事实的普遍意义。因此，实证主义内部未解决的问题导致了现代朝鲜史学的混乱。
社会经济史也在这一时期取得了进展。尽管被称为社会经济史，但该领域内并非所有历史学家都采用相同的方法。从20世纪20年代末到30年代，为应对日益严重的殖民剥削和经济萧条，社会主义和劳工运动的兴起影响了这一领域。社会经济史的一个决定性特征是它系统地研究整个社会经济体系，不同于专注于个别历史事实的研究。该学派的一位主要历史学家白南雲为朝鲜的历史唯物主义奠定了基础。他引入了历史唯物主义的概念，并分析了朝鲜半岛的封建主义方面。
白南雲的代表作有《朝鲜社会经济史》（1933年）和《朝鲜封建社会经济史·上》（1937年）。他原本打算完成一部完整的朝鲜社会经济史。在对现代史的批判中，白南雲既否定了民族主义观点，也否定了日本史学家的观点。他认为历史与外在的特殊性和历史的一元论规律不同，历史发展的基础在于一元论规律。他认为，只有从这个角度出发，才能找到一种积极的解决方案，避免在日本殖民统治下陷入困境而陷入绝望。他接受的历史发展一元论规律是殖民主义和民族主义观点的替代，他称之为“特殊观点”，它基于唯物主义原则。
尽管白南雲因将这一公式直接应用于朝鲜历史而受到批评，但他试图在世界历史发展的背景下系统化朝鲜历史的做法却受到赞扬。然而，他对世界历史发展规律的解释也引发了质疑。白南雲认为，世界历史的发展基于欧洲的历史轨迹，这一点从他对“亚细亚生产方式”的论述中可见一斑。这一问题出现在他对亚洲帝国的分析中，他认为亚洲帝国走的是与西方社会不同的道路。他将这种解释应用于朝鲜历史，认为朝鲜的封建社会有自己的特点——他称之为“亚洲特质”。这种方法被视为与他早先坚持的单一发展规律直接矛盾。很明显，他的历史框架不是从具体研究中归纳得出的，而是对这一规律的片面应用。
因此，我们应该从不同的角度重新审视世界历史的规律。我们必须认识到，历史不是由单一的规则所支配，而是由多元的规律所支配，这些规律必须从普遍性和特殊性的角度来解读。此外，特殊性应该从人民特定的历史经验的角度来理解。对这些经验的细致理解构成了人民历史意识的综合基础，从而导致对历史的理解更加完整和多样化。

## 进一步阅读
- Yŏng-ho Ch'oe，《韩国史学史纲要》，《韩国研究》，第 4 卷，1980 年，第 1-27 页
- Remco Breuker（英语：Remco Breuker）, Grace Koh 和 James B. Lewis，《韩国历史写作传统》，载于 Sarah Foot 和 Chase F. Robinson 编著《牛津历史写作史：第 2 卷：400-1400》，牛津大学出版社，2015 年，672 页（ISBN 9780198737995），第 119-137 页
- 唐·贝克 (Don Baker)，《在前现代韩国书写历史》，载于何塞·拉巴萨 (José Rabasa)、佐藤正幸 (Masayuki Sato)、爱德华多·托塔罗洛 (Edoardo Tortarolo)、丹尼尔·伍尔夫 (Daniel Woolf)，《牛津历史写作史：第 3 卷：1400–1800》，牛津大学出版社，2015 年，第 752 页。 （ISBN 9780198738008），第 14 页。103-118
- Henry Em，《现代韩国的历史学家和历史写作》，载阿克塞尔·施耐德、丹尼尔·伍尔夫著《牛津历史写作史：第 5 卷：1945 年以来的历史写作》，牛津大学出版社，2015 年，752 页（ISBN 9780198737971），第 659-677 页。